# Desmatophocidae
Desmatophocidae — вимерла родина ластоногих, близька до тюленів.
Відмінність від сучасних тюленів полягає в будові задніх кінцівок. Ці примітивні тюлені мали здатність висувати їх вперед, щоб вони могли краще пересуватися на суші.

## Класифікація
†Desmatophocidae Hay 1930
- - Рід †Eodesmus Tate-Jones et al., 2020
    - †Eodesmus condoni Mitchell, 1968
- Підродина †Allodesminae Mitchell 1968
  - Рід †Allodesmus Kellogg 1922 [syn. Brachyallodesmus, Megagomphos]
    - †Allodesmus demerei Boessenecker and Churchill 2018
    - †Allodesmus kernensis Kellogg 1922
    - †Allodesmus naorai Kohno 1996
    - †Allodesmus packardi Barnes 1972
    - †Allodesmus sinanoensis Nagao 1941
    - †Allodesmus uraiporensis Tonomori et al. 2018

  - Рід †Atopotarus Downs 1956
    - †Atopotarus courseni Downs 1956
- Підродина Desmatophocinae Mitchell 1966
  - Рід †Desmatophoca Condon 1906
    - †Desmatophoca brachycephala Barnes 1987
    - †Desmatophoca oregonensis Condon 1906